# Marston's
Marston's es un cervecería británica y operador que opera en más de 1.700 bares del Reino Unido y es el mayorista del mundo de cerveza de barril.

## Historia

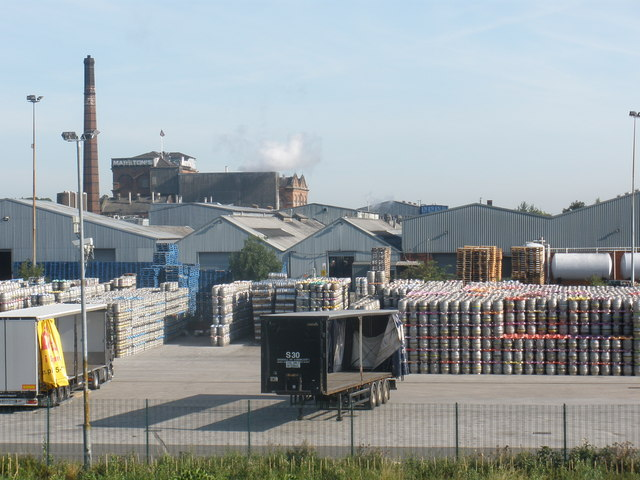
Sede de Marston's en Inglaterra.

En 1834, John Marston estableció a J. Marston & Son en la cervecería de Horninglow en Burton Union. En 1861, la cervecería produjo 3.000 barriles al año.
En 1890, fue registrada como una empresa de responsabilidad limitada. En 1898, se amalgamó con John Thompson & Son y se trasladó a Albion Brewery en Shobnall Road, que la compañía todavía opera. En ese momento, la cervecería tenía una capacidad de 100.000 barriles al año en este momento que comenzó a utilizarse el sistema de la unión de Burton.
En 1905, la empresa se fusionó con Sydney Evershed para formar Marston, Thompson & Evershed. La empresa se estaba preparando en la cervecería del parque en 1875.
En 1890, los bancos se convirtieron en cervecerías de Wolverhampton y de Dudley cuando la compañía se amalgamó con George Thompson & Sons y la cervecería de Charles del coronel Smith. En 1943, se hizo cargo de Julia Hanson & Sons, con 200 bares. Se cotizó por primera vez en la Bolsa de Valores de Londres en 1947.
La empresa adquirió Camerons Brewery en Hartlepool en 1992 y lo vendió a Castle Eden en 2002, mientras que conserva algunos de los bares atados de Cameron.
En 1999, las cervecerías de Wolverhampton y de Dudley compraron Marston, Thompson y Evershed, y en el mismo año asumió el control la cervecería de Mansfield de Nottinghamshire y cerró abajo, transfiriendo la producción de cervezas de Mansfield a la cervecería del parque.
En 2005, se hizo cargo de la producción bajo licencia de Draft Bass, sucediendo a Coors. Más adelante, la cervecería de Jennings de Cockermouth fue comprada y en 2007 la cervecería de Ringwood basada en Hampshire, que fue establecida en 1978, con las cervezas Fortyniner y Thumper.
A finales de 2013, hubo cierta controversia cuando la empresa anunció que vendería unos 200 bares a la nueva empresa New River Retail. El temor era que muchos se cerrarán y se convirtieran en tiendas de conveniencia.
En 2014, la compañía tomó la producción de la mayoría de las cervezas de Thwaites después del cierre de la principal cervecería de este último. El 31 de marzo de 2015, se anunció que la compañía estaba comprando la mayor parte del negocio de suministro de cerveza y las dos primeras marcas Wainwright y Lancaster Bomber por alrededor de 25 millones de libras esterlinas.

### Métodos de elaboración
Es el único cervecero restante en utilizar Burton Union, un sistema mediante el cual los barriles y los canales de fermentación están unidos entre sí por tuberías. El principio básico es prevenir la excesiva pérdida de cerveza y levadura por espumación, pero la consecuencia es que la cerveza está en contacto con más madera y con más cerveza, fermentando en un volumen mayor, típicamente totalizando alrededor de 100 barriles o 16 hectolitros.